# Sidi Alouane
Sidi Alouane este un oraș în Guvernoratul Mahdia, Tunisia.